# 沖縄県立久米島高等学校
沖縄県立久米島高等学校（おきなわけんりつくめじまこうとうがっこう）は、沖縄県島尻郡久米島町にある県立高等学校。略称は「久米高」。

## 概要
- 久米島唯一の高等学校
- 『離島留学制度』を実施しており、全国から「久米島町離島留学候補者」の事前選考を行い、かつ一般入試に合格した志願者に入学を許可している[1]。

## 沿革
- 1946年6月1日 - 糸満高等学校久米島分校として開校。
- 1948年4月1日 - 糸満高等学校から分離独立、久米島高等学校となる。
- 1960年4月1日 - 琉球政府へ移管。
- 1972年5月15日 - 沖縄返還により沖縄県立久米島高等学校となる。
- 1990年4月1日 - 農業科、家政科を園芸科に転科。

## 交通

### 路線バス
久米島高校前バス停、下車。
空港線　（久米島町営バス）　※空港から15分。
一周線　（久米島町営バス）